# قائمة جمعيات نقاد السينما الأمريكية
- جمعية بوسطن لنقاد السينما
- جمعية شيكاغو لنقاد السينما
- جمعية نقاد السينما في لوس انجلوس
- جمعية هيوستن لنقاد السينما
- جمعية واشنطن العاصمة لنقاد السينما